# تبليط مثلثي
في الهندسة، التبليط المثلثي (بالإنجليزية: Triangular tiling) هو واحد من التبليطات الثلاث المنتظمة الممكنة في المستوى الإقليدي. إضف إلى ذلك التبليط المربعي والتبليط السداسي.